# Vance Badawey
Vance M. Badawey, né le 5 octobre 1964 à Port Colborne, est un entrepreneur et homme politique canadien de l'Ontario. Il est député fédéral libéral de la circonscription ontarienne de Welland depuis 2015,.

## Biographie
Né à Port Colborne en Ontario, Badawey entame une carrière publique en devenant conseiller municipal de Port Colborne en 1994. En 1997, il est élu au poste de maire. Il se retire en 2003, mais redevient maire en 2006 jusqu'en 2014. Simultanément, il sert comme conseiller de la municipalité régionale de Niagara et siège au conseil d'administration des services de police.
Élu député de Welland à la Chambre des communes en 2015 sous la bannière du Parti libéral du Canada, il est réélu en 2019 et 2021. En décembre 2021, il est nommé secrétaire parlementaire de Patty Hajdu, ministre des Services aux Autochtones.